# Chaang

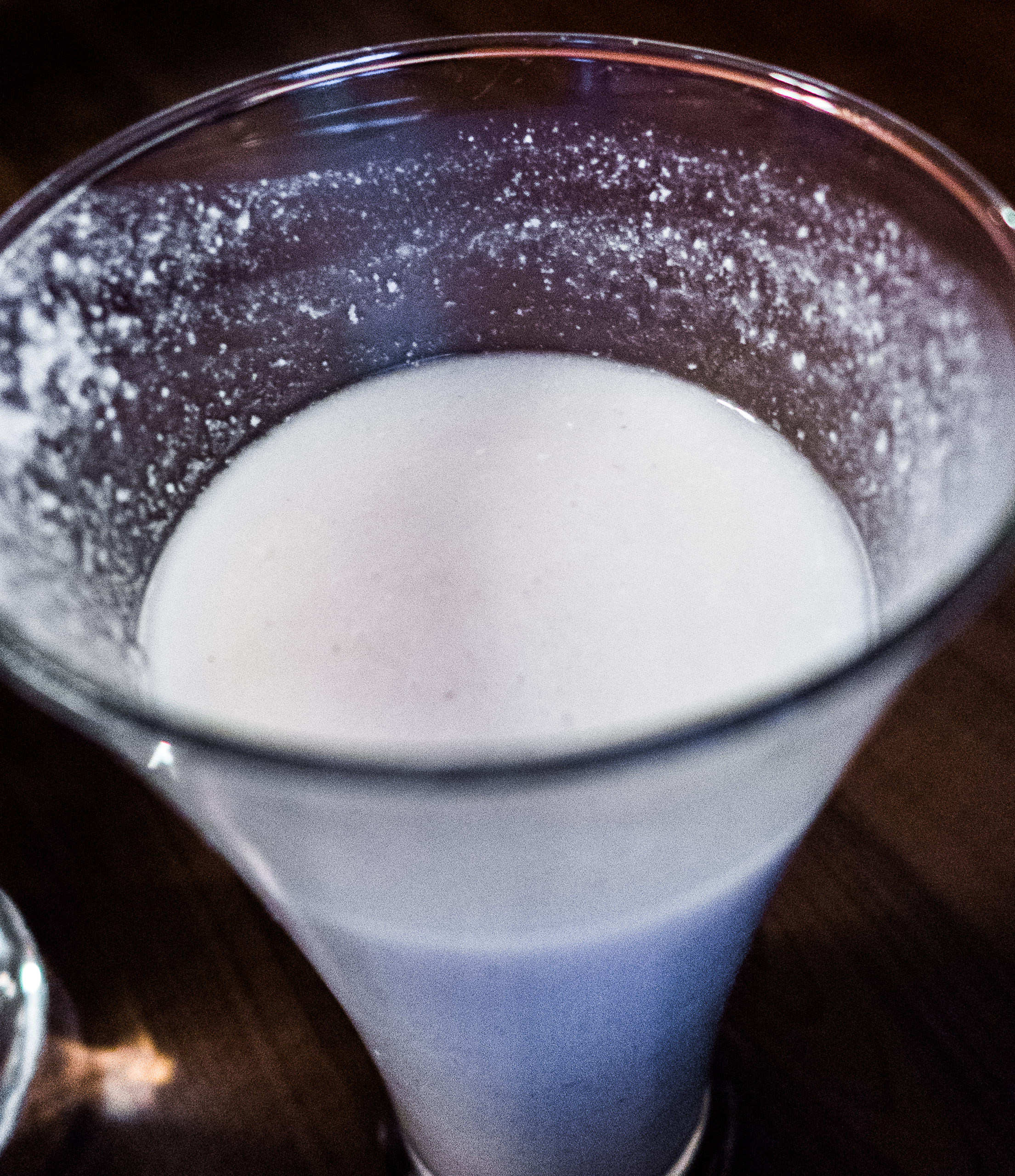
Chaang

Chaang, ook wel chang, is een Tibetaans bier, dat gedronken wordt in de Tibetaanse gebieden die grenzen aan India en andere landen in de Himalaya met een Tibetaanse bevolking. In andere gebieden drinken Tibetanen als alcoholische drank geen bier, maar rijstwijn of brandewijn.
Chaang bevat weinig alcohol en de duur van de gisting bepaalt de koppigheid ervan. Goede chaang is gemaakt van graan dat enkele weken heeft kunnen gisten, soms nog langer tot soms enkele maanden.

## Basisproduct
Vooraf wordt er een basisproduct gemaakt, waarbij gierst of gerst wordt gekookt en door de lucht gedroogd. Dit wordt bestrooid met gedroogde gist, tchoung tsi, en vervolgens gemengd. Dit mengsel wordt op een hoop geschept en afgedekt, waarbij het gistingsproces begint. In sommige gebieden wordt een pigmentpoeder toegevoegd. Als het graan geheel is gedroogd, wordt het in dozen bewaard waaruit telkens naar behoefte iets wordt uitgehaald.

## Instantbereiding
Op het moment dat Tibetanen trek hebben in bier wordt het gefermenteerde graan in een langwerpig houten vat gedaan; vaak is dat een dik stuk bamboe dat is voorzien van koperen of zilveren hoepels. Hier giet men kokend water op. Naar wens wordt suiker toegevoegd en even later wordt het al gedronken terwijl het nog lauw is.